# Arenahalli, Chikmagalur
Arenahalli là một làng thuộc tehsil Chikmagalur, huyện Chikmagalur, bang Karnataka, Ấn Độ.